# 10300 Tanakadate
10300 Tanakadate (1989 EG1) là một tiểu hành tinh vành đai chính được phát hiện ngày 6 tháng 3 năm 1989 bởi T. Seki ở Geisei.